# Episodi di Bordertown (serie televisiva 2016) (seconda stagione)
La seconda stagione della serie televisiva Bordertown (Sorjonen), composta da 10 episodi, è stata trasmessa in Finlandia su Yle TV1 dal 7 ottobre al 9 dicembre 2018.
In Italia, la stagione è stata interamente pubblicata su Netflix il 2 febbraio 2019.
| n° | Titolo originale               | Titolo italiano                   | Prima TV Finlandia | Pubblicazione Italia |
| -- | ------------------------------ | --------------------------------- | ------------------ | -------------------- |
| 1  | Viiden sormen harjoitus, osa 1 | Esercizio di cinque dita: Parte 1 | 7 ottobre 2018     | 2 febbraio 2019      |
| 2  | Viiden sormen harjoitus, osa 2 | Esercizio di cinque dita: Parte 2 | 14 ottobre 2018    | 2 febbraio 2019      |
| 3  | Kevätuhri, osa 1               | La sagra della primavera: Parte 1 | 21 ottobre 2018    | 2 febbraio 2019      |
| 4  | Kevätuhri, osa 2               | La sagra della primavera: Parte 2 | 28 ottobre 2018    | 2 febbraio 2019      |
| 5  | Kissan kehto, osa 1            | La culla del gatto: Parte 1       | 4 novembre 2018    | 2 febbraio 2019      |
| 6  | Kissan kehto, osa 2            | La culla del gatto: Parte 2       | 11 novembre 2018   | 2 febbraio 2019      |
| 7  | Verenneito, osa 1              | Sangue fresco: Parte 1            | 18 novembre 2018   | 2 febbraio 2019      |
| 8  | Verenneito, osa 2              | Sangue fresco: Parte 2            | 25 novembre 2018   | 2 febbraio 2019      |
| 9  | Varjoa vailla, osa 1           | Senza ombra: Parte 1              | 2 dicembre 2018    | 2 febbraio 2019      |
| 10 | Varjoa vailla, osa 2           | Senza ombra: Parte 2              | 9 dicembre 2018    | 2 febbraio 2019      |